# Francesc Subirà Grau
Francesc Subirà Grau (Reus, 18 de febrer de 1841 - Tarragona, 6 de novembre de 1891) va ser un diplomàtic català.
Fill del militar i polític liberal Francesc Subirà Parera i de Teresa Grau, també reusenca, va cursar a Madrid la carrera consular. El 1863 era cònsol d'Espanya a Orà i el 1865 va ser destinat a exercir de cònsol a la ciutat francesa de Nantes. El 1871 va ser destinat a Marsella, i l'any següent a la ciutat magribina d'Alger. Després d'un breu pas per Constantinoble, finalment va exercir el seu càrrec a Tunis. Malalt, es va retirar a Tarragona amb una excedència, ciutat en què va morir.
Tenia diverses condecoracions estrangeres: la Medalla de la Corona d'Itàlia, la Imperial del Madjad de Constantinoble i la Gran Creu de Misetran Ifejar de Tunis. Era cavaller Gran Creu de l'Orde d'Isabel la Catòlica i posseïa la Creu de l'Orde del Mèrit Naval.